# Palermo–Trapani-vasútvonal
A Palermo–Trapani-vasútvonal egy normál nyomtávolságú vasútvonal Szicíliában, amely a fővárost, Palermót köti össze Mazara del Vallo, Marsala és Trapani városokkal a nyugati parton.
A vonalat a Società della Ferrovia Sicula Occidentale (FSO) nyitotta meg és üzemeltette 1880 és 1881 között. Emiatt nem Palermo Centrale állomásról indult, hanem egy kisebb saját állomásról (Palermo Lolli).

## Története
Csak 1907-ben, amikor az FSO-t átvette a Ferrovie dello Stato (FS), indultak vonatok a vonalon Palermo Centrale állomásról. 1937-ben megnyitották az Alcamo Diramazione–Trapani-vasútvonalat, amely gyorsabb és közvetlenebb összeköttetést biztosított, bár a régi vasútvonal továbbra is fontos maradt a helyi forgalom számára.
1974-ben Palermo városi átjáróját a föld alá vitték, így a régi Lolli pályaudvart bezárták, és helyére egy új pályaudvar (Palermo Notarbartolo) épült. A vonal Palermo város területén lévő szakaszán 1990-ben és 1994-ben elővárosi vasútszerű szolgáltatást (Servizio ferroviario metropolitano di Palermo) vezettek be. A Palermo-Notabartolo és Giachery közötti mellékvonalon 1991-ben vezették be a személyszállítást. 2001-ben a Palermo-Piraineto szakaszt villamosították, és Piraineto és Palermo-Punta Raisi repülőtér között egy villamosított mellékvonalat építettek. A vonal ezen szakasza 2011 óta kétvágányú. A kétvágányú bővítés 2020-ra várhatóan befejeződik.

## Képgaléria

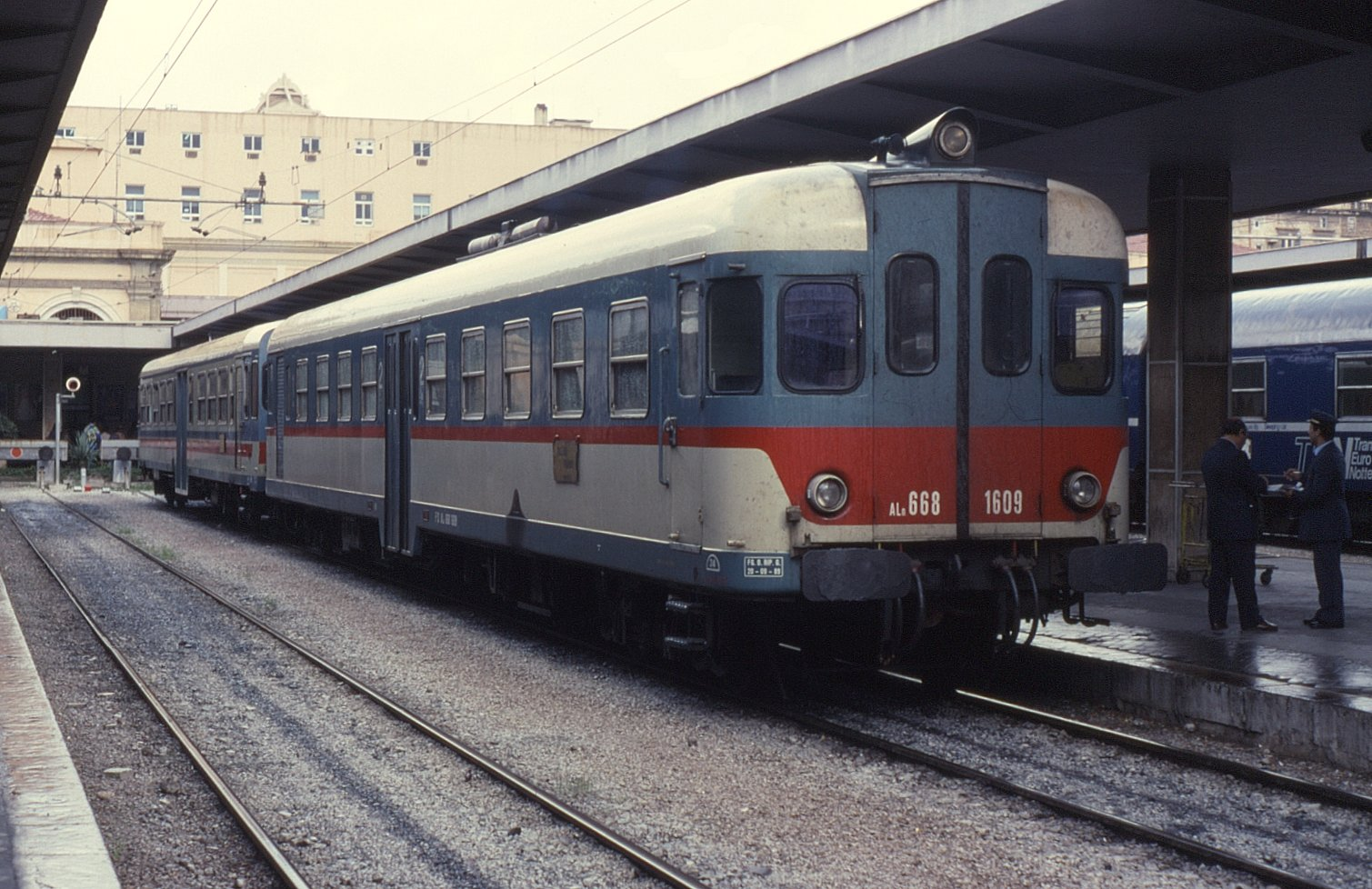
Palermo Centrale
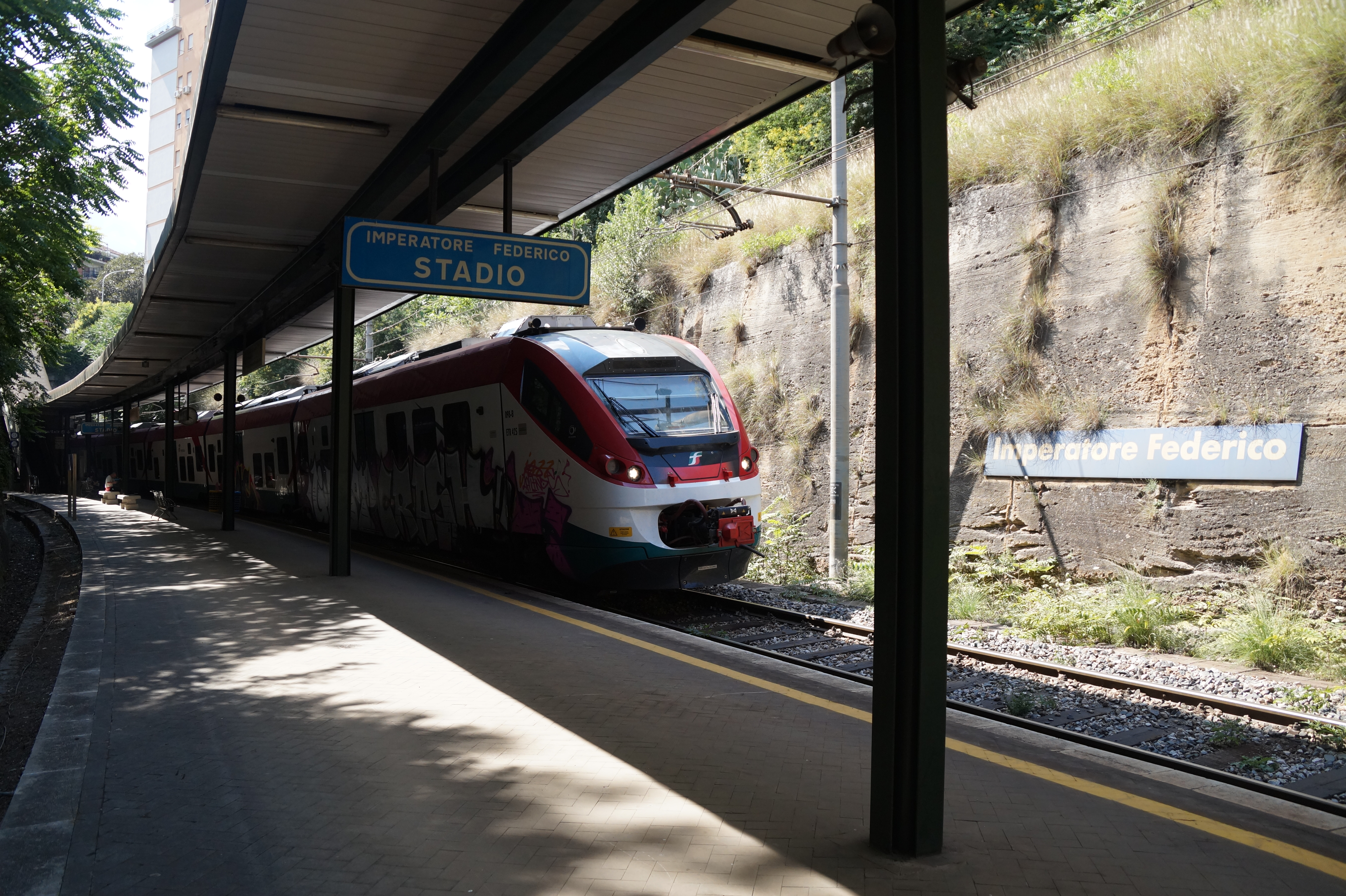
Federico megállóhely a Giacherybe tartó mellékvonalon
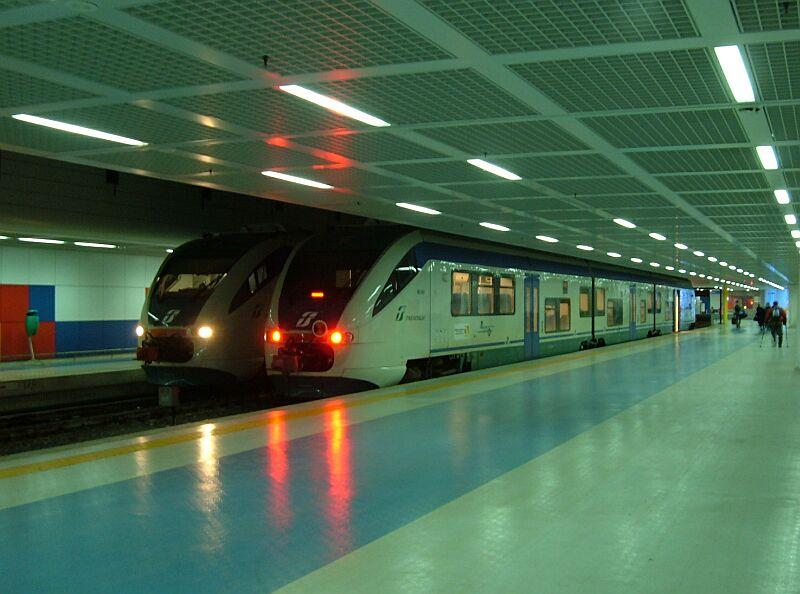
Palermo-Punta Raisi állomás
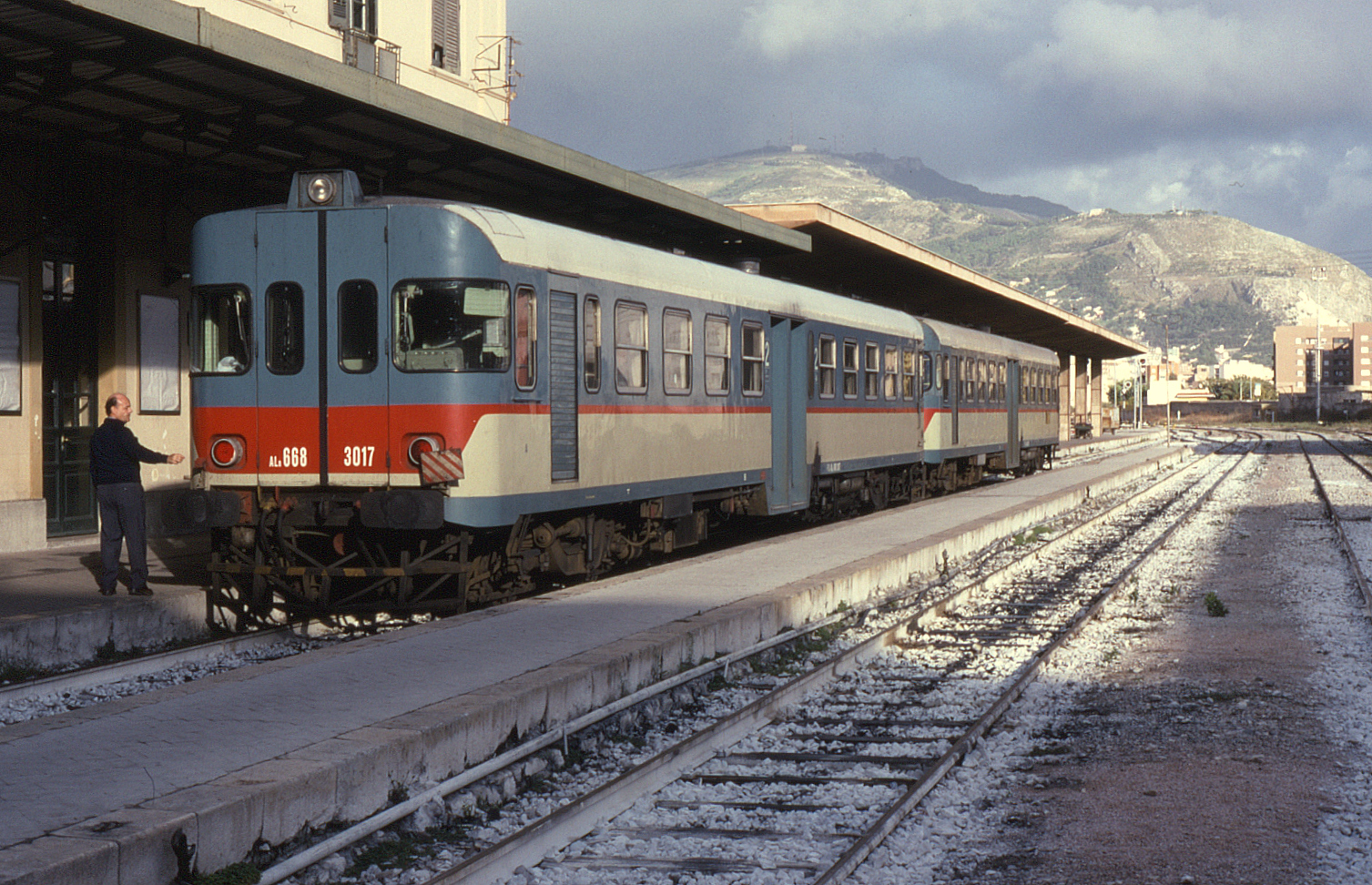
Dízel motorvonat Trapani állomáson